# Giro di Svizzera 1942
Il Giro di Svizzera 1942, nona edizione della corsa, si svolse dal 29 luglio al 2 agosto 1942 per un percorso di 1 176 km, con partenza e arrivo a Zurigo. Il corridore svizzero Ferdi Kübler si aggiudicò la corsa concludendo in 33h39'02".
Dei 56 ciclisti alla partenza arrivarono al traguardo in 39, mentre 17 si ritirarono.

## Tappe
| Tappa  | Data      | Percorso                | km    | Vincitore di tappa | Leader cl. generale |
| ------ | --------- | ----------------------- | ----- | ------------------ | ------------------- |
| 1ª     | 29 luglio | Zurigo > Winterthur     | 243   | Hans Maag          | Hans Maag           |
| 2ª     | 30 luglio | Winterthur > Bellinzona | 264,4 | Ferdi Kübler       | Ferdi Kübler        |
| 3ª     | 31 luglio | Bellinzona > Lucerna    | 173   | Hans Martin        | Ferdi Kübler        |
| 4ª     | 1º agosto | Lucerna > Losanna       | 229,6 | Albert Sommer      | Ferdi Kübler        |
| 5ª     | 2 agosto  | Losanna > Zurigo        | 266   | Edgar Buchwalder   | Ferdi Kübler        |
| Totale | Totale    | Totale                  | 1 176 |                    |                     |

## Dettagli delle tappe

### 1ª tappa
- 29 luglio: Zurigo > Winterthur – 243 km

Risultati
| Pos. | Corridore         | Squadra  | Tempo    |
| ---- | ----------------- | -------- | -------- |
| 1    | Hans Maag         | Svizzera | 6h27'05" |
| 2    | Robert Dorgebray  | Francia  | s.t.     |
| 3    | Walter Diggelmann | Svizzera | a 20"    |

### 2ª tappa
- 30 luglio: Winterthur > Bellinzona – 264,4 km

Risultati
| Pos. | Corridore        | Squadra     | Tempo    |
| ---- | ---------------- | ----------- | -------- |
| 1    | Ferdi Kübler     | Svizzera    | 7h53'23" |
| 2    | Christoph Didier | Lussemburgo | a 6'13"  |
| 3    | Victor Cosson    | Francia     | a 7'18"  |

### 3ª tappa
- 31 luglio: Bellinzona > Lucerna – 173 km

Risultati
| Pos. | Corridore         | Squadra  | Tempo    |
| ---- | ----------------- | -------- | -------- |
| 1    | Hans Martin       | Svizzera | 5h14'21" |
| 2    | Walter Diggelmann | Svizzera | a 1'11"  |
| 3    | Leo Amberg        | Svizzera | s.t.     |

### 4ª tappa
- 1º agosto: Lucerna > Losanna – 229,6 km

Risultati
| Pos. | Corridore         | Squadra  | Tempo    |
| ---- | ----------------- | -------- | -------- |
| 1    | Albert Sommer     | Svizzera | 6h35'45" |
| 2    | Robert Zimmermann | Svizzera | a 1'25"  |
| 3    | Willy Kern        | Svizzera | s.t.     |

### 5ª tappa
- 2 agosto: Losanna > Zurigo – 266 km

Risultati
| Pos. | Corridore         | Squadra     | Tempo    |
| ---- | ----------------- | ----------- | -------- |
| 1    | Edgar Buchwalder  | Svizzera    | 7h16'31" |
| 2    | Walter Diggelmann | Svizzera    | s.t.     |
| 3    | François Neuens   | Lussemburgo | s.t.     |

## Classifiche finali

### Classifica generale
| Pos. | Corridore         | Squadra     | Tempo     |
| ---- | ----------------- | ----------- | --------- |
| 1    | Ferdi Kübler      | Svizzera    | 33h39'02" |
| 2    | Willy Kern        | Svizzera    | a 8'20"   |
| 3    | Fritz Stocker     | Svizzera    | a 11'22"  |
| 4    | Pierre Brambilla  | Italia      | a 12'36"  |
| 5    | Hans Knecht       | Svizzera    | a 12'48"  |
| 6    | Pierre Cogan      | Francia     | a 15'47"  |
| 7    | Walter Diggelmann | Svizzera    | a 20'45"  |
| 8    | Karl Wyss         | Svizzera    | a 21'39"  |
| 9    | Albert Sommer     | Svizzera    | a 29'57"  |
| 10   | Christoph Didier  | Lussemburgo | a 31'48"  |

### Classifica scalatori
| Pos. | Corridore         | Squadra     | Punti |
| ---- | ----------------- | ----------- | ----- |
| 1    | Walter Diggelmann | Svizzera    | 24    |
| 2    | Matthias Clemens  | Lussemburgo | 19    |
| 3    | Ferdi Kübler      | Svizzera    | 18    |
| 4    | Hans Knecht       | Svizzera    | 17    |
| 5    | Ernst Kuhn        | Svizzera    | 15    |